# Fantômette et la Maison hantée
Fantômette et la Maison hantée est le 17e roman de la série humoristique Fantômette créée par Georges Chaulet.
Le roman, publié en 1971 dans la Bibliothèque rose des éditions Hachette, comporte 183 pages. Il évoque la frayeur éprouvée par les deux tantes de Ficelle dont le pavillon est le lieu d'apparitions nocturnes d'un fantôme. Françoise, Ficelle et Boulotte se lancent sur les traces de ce dernier. Peu après, le célèbre voleur appelé « le Furet » annonce qu'il va voler trois tableaux du peintre Popovitch au sein du musée d'art moderne de Framboisy.

## Notoriété
De 1961 à 2000, les ventes cumulées des titres de Fantômette s'élèvent à 17 millions d'exemplaires, traductions comprises.
Le roman Fantômette et la Maison hantée a donc pu être vendu à environ 200000 exemplaires.
Comme les autres romans, il a été traduit en italien, espagnol, portugais, en flamand, en danois, en finnois, en turc, en chinois et en japonais.

## Personnages principaux
- Françoise Dupont / Fantômette : héroïne du roman
- Ficelle : amie de Françoise et de Boulotte
- Boulotte : amie de Françoise et de Ficelle
- Agathe et Germaine Faïence : sœurs jumelles et tantes de Ficelle
- Popovitch : peintre et sculpteur
- Le Furet : voleur
- Prince Alpaga et Bulldozer : complices du Furet
- Commissaire Maigrelet : chef de la police de Framboisy
- Le conservateur du musée de Framboisy
- M. Floquet : expert en art moderne

## Résumé
Remarque : le résumé est basé sur l'édition cartonnée non abrégée parue en 1971 en langue française.
- Mise en place de l'intrigue (chapitres 1 à 6)

Agathe et Germaine Faïence habitent à Framboisy dans la villa Les Pétunias. Vers 21 h 15, à plusieurs reprises un fantôme vient gratter aux portes de la maison. Effrayées, les deux femmes parlent à Ficelle de ce mystère. Ficelle, accompagnée de Françoise et Boulotte, viennent dormir dans la maison pour rassurer les deux femmes. Or voilà que le fantôme revient hanter les lieux. Françoise sort de la maison et fait peur au fantôme.
Le lendemain, le « Musée d'art futuriste de Framboisy », qui expose déjà trois toiles du peintre Popovitch (« Astronaute empaillé », « Galaxie circulaire » et « Martien mangeant une choucroute ») procède au vernissage de l'installation d'une nouvelle statue de l'artiste : « Conscience universelle » (un robot assis sur une charrue tient dans la main gauche une balance et dans la main droite un aspirateur).
De retour chez les tantes de Ficelle après l'inauguration de la statue, les jeunes filles apprennent qu'un message a été déposé dans la boîte aux lettres, les invitant à se rendre dans une ferme en bordure de la ville pour obtenir des révélations sur le fantôme. Ficelle et Boulotte refusant d'y aller, Françoise se dévoue pour s'y rendre seule. Arrivée dans la vieille ferme, elle y est enfermée : c'était un piège pour empêcher les jeunes filles d'aider les tantes. Pendant ce temps, le fantôme revient à la maison des tantes et faire peur aux occupantes. Mais un piège mis en place par Françoise et Ficelle fonctionne : le fantôme reçoit un seau d'eau sur la tête et s'enfuit. Devant ces événements, les tantes annoncent aux jeunes filles qu'elle vont quitter temporairement la maison et habiter ailleurs.
- Aventures et enquête (chapitres 7 à 12)

Le lendemain matin, Agathe et Germaine quittent effectivement leur maison, qu'elles vont bientôt donner en location. Peu après, les médias annoncent que le célèbre voleur appelé Le Furet lance un défi aux autorités : il va dérober, dans la nuit du 16 au 17 mai (c'est-à-dire la nuit suivante), les trois toiles de Popovitch exposées au musée de Framboisy. La police est sur les dents et garde le musée de manière qu'aucun vol ne survienne. Au petit matin, M. Floquet, expert en art moderne, vient vérifier les toiles : ce sont des fausses qui ont remplacé les vraies ! Popovitch offre un million de francs à celui qui permettra de retrouver ses tableaux.
Fantômette commence son enquête sur ce vol mystérieux. Elle se rend chez Popovitch et lui demande si quelqu'un lui a suggéré d'offrir la statue « Conscience universelle » au musée. L'artiste répond par l’affirmative : c'est le comte de la Pastille. Il lui présente une photo de l'homme : c'est le nouveau locataire de la maison Agathe et Germaine Faïence. Fantômette se demande s'il y a un lien entre le fantôme qui a fait fuir les deux sœurs et le vol des tableaux.
L'aventurière a compris le modus operandi du vol. Elle va voir le conservateur du musée et le commissaire Maigrelet : puisqu'il était impossible que le Furet puisse entrer dans le musée, les tableaux n'ont jamais été volés. Ils ont été déposés dans la statue « Conscience universelle » et retirés le jour suivant. L'expert Floquet n'était que le Furet qui s'était grimé et avait pris sa place ! Recherches faites, on retrouve le vrai M. Floquet ligoté chez lui. Fantômette propose d'examiner les tableaux pour vérifier que ce sont les originaux. Problème : les tableaux (que le conservateur croyaient faux) ont été récupérés par Popovitch. Et recherches faites, ce n'était pas Popovitch, mais le Furet déguisé en Popovitch qui les a récupérés !
Un mois se passe. C'est alors que le Furet délivre un nouveau communiqué : il restituera les trois tableaux volés dans la nuit du 23 au 24 juin ! Comme la fois précédente, la police procède à une stricte surveillance des lieux. Au petit matin, surprise : les tableaux ont été restitués et se trouvent dans la salle d'exposition !
- Dénouement et révélations finales (chapitres 13 et 14)

Fantômette révèle au conservateur du musée et au commissaire Maigrelet le modus operandi de la restitution. Les tableaux n'ont jamais quitté le musée : ils ont été placés par le Furet dans la statue « Conscience universelle », et plus précisément dans l'« aspirateur » de la statue. Mais pourquoi le Furet voulait-il dérober les toiles ? Pour en faire des copies qu'il vendrait au marché noir en disant aux acheteurs que ce sont les toiles originales. On sait que pour voler les toiles, il s'est déguisé en Popovitch et les a emportées en faisant croire que ces toiles étaient fausses. Il y a quelques mois, sous l'identité du comte de la Pastille, le Furet était allé rencontrer Popovitch et avait inséré de fausses toiles dans la statue « Conscience universelle ». Ce n'est pas le Furet qui a sorti les toiles de l'aspirateur de la statue, mais Popovitch lui-même ! Sur les indications du Furet, Popovitch a endormi le conservateur et le commissaire avec un soporifique. Les toiles restituées sont donc fausses, et les vraies toiles sont à la Villa des Pétunias. En effet, avec ses hommes de main Alpaga et Bulldozer, le Furet avait fait peur aux deux tantes de Ficelle sous l'apparence d'un fantôme d'opérette pour les faire fuir et louer à bon compte cette maison.
Lorsque la police arrive à la maison d'Agathe et Germaine Faïence, le Furet a pris la fuite. À la suite d'une manœuvre audacieuse (qui rate son but) du Furet, ce dernier et ses complices sont néanmoins mis sous les verrous. Les tableaux sont restitués au musée. Dans les dernières pages du roman, Ficelle se prend de passion pour la peinture post-moderne et entame la réalisation d'une peinture : « La Boulotte circulaire ».

## Appréciation critique
Pierre Bannier, dans son essai Les microsociétés de la littérature pour la jeunesse - L'exemple de Fantômette, indique en page 142 :
« Encore une aventure jugée très « lupinesque » par son auteur. Il est vrai qu’elle dévoile les capacités de transfiguration et de déguisement du Furet, avec au passage une vision acide du milieu de l'art contemporain. Pour l’artiste modo-croate Popovitch, l'auteur s'était d'ailleurs largement inspiré de Salvador Dalí. »

## Autour du roman
Le tableau L'Indifférent (1717) d'Antoine Watteau, qui fut volé en juin 1939 puis restitué en août de la même année, est cité dans le roman au chapitre VIII (page 102) de la première édition. Évoquant les visiteurs qui, après le vol du tableau L'Indifférent, étaient venus spécialement au musée du Louvre pour en contempler l'emplacement vide, l'auteur fait une analogie avec les visiteurs qui viennent au musée d'art moderne de Framboisy pour contempler les emplacements vides des trois tableaux de Popovitch volés par le Furet.